# Валье-и-Кавьедес, Хуан дель
Хуа́н дель Ва́лье-и-Кавье́дес (англ. Juan del Valle-y-Caviedes; 1645 или 1653, Поркуна, Андалусия, Испания — 1692, 1694 или 1698, Лима, Перу) — испанский и перуанский поэт-сатирик, один из самых ранних представителей новой перуанской литературы, последователь Франсиско де Кеведо. Хронологически его творчество относится к испанско-американскому периоду в стиле барокко и стоит в одном ряду с наследием таких писателей, как Матео Росас де Окендо, Хуана Инес де ла Крус и Бернардо де Бальбуэна.

## Биография
Родился в Поркуне, Андалусия, Испания, в семье торговца. Будучи ребёнком, был перевезён в Перу. Когда Хуану было 12, отец отправил его назад в Испанию. Там он пробыл три года, успев познакомиться в Мадриде со многими знаменитостями, подружился с Педро Кальдероном и другими литераторами. После смерти отца, в 16 лет возвратился в Перу. Поселившись в Лиме, на некоторое время переехал в Уанкавелику, к дяде по линии матери, который был тамошним губернатором. У него дома Кавьедес и получил образование. Жизнь в Перу складывалась непросто. В 1670-е Хуан трудился на ртутных рудниках, затем открыл лавку.
Примерно в это же время он начал пробовать себя в литературе. Повсеместно царившая несправедливость побудила его прибегнуть к сатире. В 1683 году, тяжело заболев малярией, Кавьедес столкнулся с невежеством и корыстолюбием врачей, после чего жестоко высмеял их в поэме «Зуб Парнаса» (Diente del Parnaso, опубликована в 1873). В других своих произведениях он, также посредством сатиры, обращался к серьёзной социальной и политической критике, указывал на недостатки и лицемерие испанских колониальных властей.
По некоторым данным, нуждающимся в проверке, поэт вёл сомнительный образ жизни: предавался азартным играм, выпивке, общению с женщинами лёгкого нрава; очень скоро он промотал отцовское наследство и окончил свои дни опустившимся пьяницей.

## Творчество
Многие характеристики творчества Кавьедеса, в том числе его остроумие и жёсткая, порой грубая сатира, ставят его на одну ступень с такими представителями золотого века испанской литературы, как Франсиско де Кеведо и Луис де Гонгора. В своих произведениях поэт обличает несправедливость общественного устройства, злоупотребления и двойную мораль, господствовавшие в испанских колониях, выставляет напоказ порочность представителей многих профессий и родов занятий, среди которых врачи, адвокаты, портные, уличные женщины. Поэзии Кавьедеса присущи чёрный юмор, антитезы, карикатурные образы. Отличительная черта его творчества — лименьизм, т. е. сочетание городского фольклора, бурлеска и учёной литературы. Как выяснилось много позже смерти поэта, его перу, помимо сатирической поэзии, принадлежат сочинения религиозного, мистического характера, любовная лирика.
За свою недолгую жизнь поэт написал свыше 12 тысяч стихотворений и несколько десятков поэм. В силу особой остроты и критического настроя произведений Кавьедес сталкивался с огромными трудностями при их публикации. Автору удалось издать только два из них: «Португалец и Бачан» (El portugués y Bachán, 1687) и «Землетрясение, которое разрушило город» (Al terremoto que asoló esta ciudad, 1687). Но его творения распространялись в рукописных книгах и сохранились в манускриптах. Существует множество современных изданий большинства его трудов.